# 박정자 (탁구 선수)
박정자(朴靜子)는 대한민국의 탁구 선수였다. 1958년 일본 동경 아시안게임에서 단체전 은메달을 획득하였다.

## 참고
1. ↑  “亞洲競技大会战績”. 동아일보. 1958년 5월 30일.